# 藏文大藏经
藏文大藏经是藏傳佛教的經典集成，用藏文寫成。是在公元7─8世纪，佛教传入西藏后，从梵文和汉文经典中逐渐翻译形成的。到9世纪时编纂了《丹噶目录》，共收集约700种20个门类的佛教经典。13世纪以前都是手抄本。公元1313年雕版印刷了第一部藏文大藏经，以后陆续出版了11种版本。
藏文大藏经分为兩部分：
- 甘珠尔（佛說部），包括经藏、律藏和密咒；

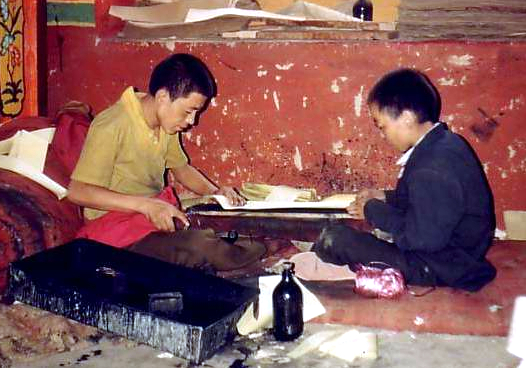
色拉寺年輕的僧人雕版印刷佛經

- 丹珠尔（論述部），包括論藏和赞颂、经释、咒释；

「甘」意為「教敕」，「丹」意為「論述」。「珠尔」意為「譯本」，指從外文翻譯而來。9世紀吐蕃贊普赤祖德贊在三部翻譯工具書（《翻譯名義大集》與《兩卷本譯語釋》）完成後，下令譯經必須遵照譯語規則，過去譯出的也依譯語規則修訂，使得藏文譯經正規化。
最全的官刻藏经是1683年开雕的北京版，收集甘珠尔1055部，丹珠尔3962部，松棚945部。藏文大藏经中关于密宗的论述比汉文大藏经要全，此外尚有许多关于天文、历法和医药等方面的著作。
各版藏文大藏經中有五個版本（《古奈塘寫本群》、《北京版》、《卓尼版》、《新奈塘版》、《德格版》）同時包括甘珠尔與丹珠尔，其餘的版本只有甘珠尔而無丹珠尔。五個版本中後四種版本最為普遍，稱為「四大版本」。
藏、蒙上師的著作稱為松绷（意為「文集」），並不是藏文大藏經的一部分。